# Elswick Ordnance Company
Elswick Ordnance Company (parfois abrégée EOC) est une entreprise de manufacture d'armes et de munitions britannique fondée dans les années 1850 et active jusqu'au milieu du XXe siècle.

## Histoire
L'Elswick Ordnance Company est fondée en 1859 par Sir William Armstrong afin de fournir l'amirauté britannique en artillerie. La manufacture est située à Newcastle upon Tyne, où Armstrong dispose déjà d'une manufacture de grues hydrauliques fondée en 1847. Elle commence par produire des canons de 5 livres et de 18 livres à chargement par la culasse qu'elle livre au gouvernement britannique. En 1864, Elswick Ordnance Company fusionne avec W.G. Amrstrong & Company afin de former la Sir W.G. Armstrong & Company. En 1897 celle-ci fusionne avec son rival historique Witworth afin de donner naissance à Armstrong Whitworth, la branche armement restant EOC et continuant à fournir des canons à la Royal Navy.

## Production

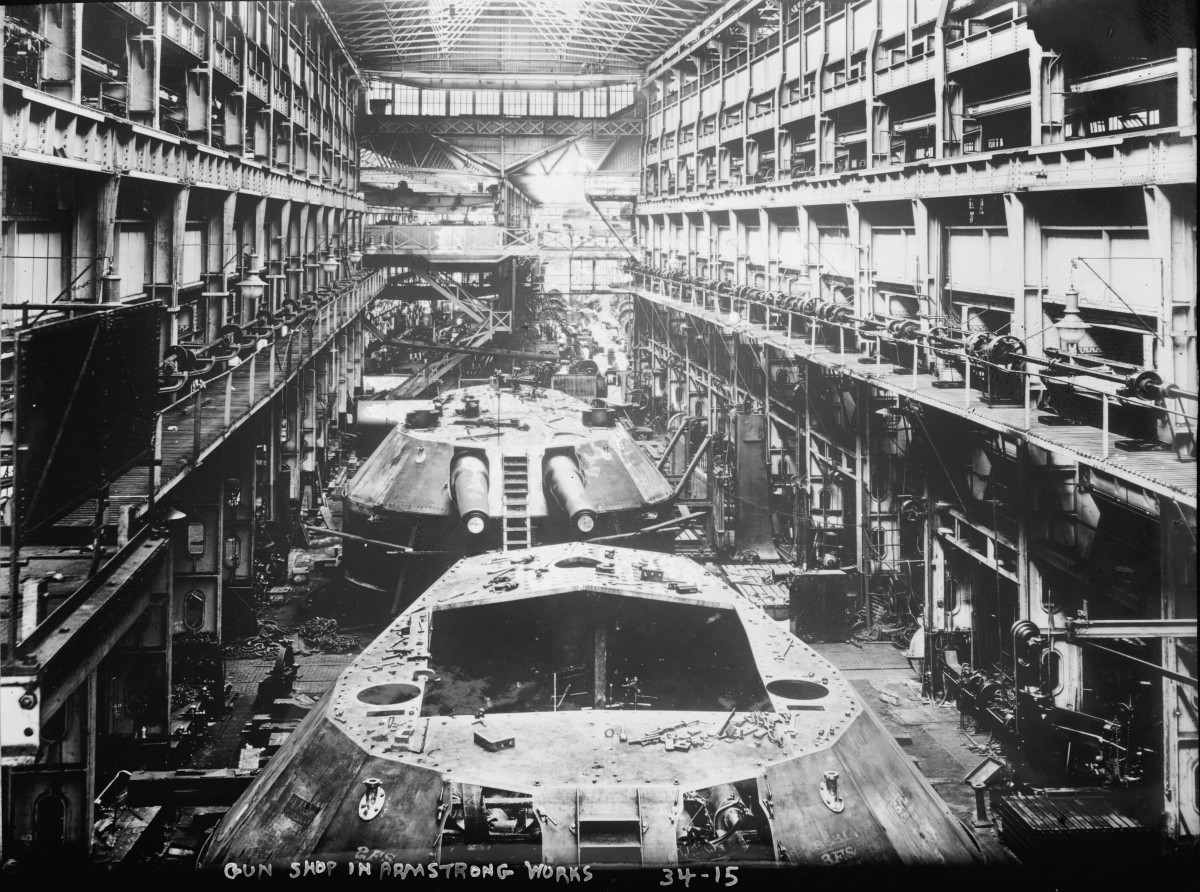
Assemblage de tourelles pour le cuirassé HMS Cornwallis.

Voici une liste non exhaustive de canons qu'EOC a produit pour armer des navires :
- le canon de marine de 4 pouces BL Mk VII, utilisé sur de nombreux navires de la Royal Navy au début du XXe siècle[3] ;
- le canon de marine de 15 pouces BL Mark I, utilisé comme artillerie principale sur de nombreux cuirassés et croiseurs de bataille de la Royal Navy [4];
- le canon de 305 mm/46 Modèle 1909, utilisé sur de nombreux navires de la Regia Marina du début du XXe siècle[5] ;
- le canon de marine de 18 pouces BL Mk I (en), le plus gros canon jamais monté sur des navires britanniques[6].